# Aeolesthes basicornis
Acanthocinus obsoletus  (лат.) — вид жуков-усачей из подсемейства ламиин. Распространён в Индии. Кормовыми растениями личинок являются представители вида Myristica andamanica.